# Laurenz Spenning

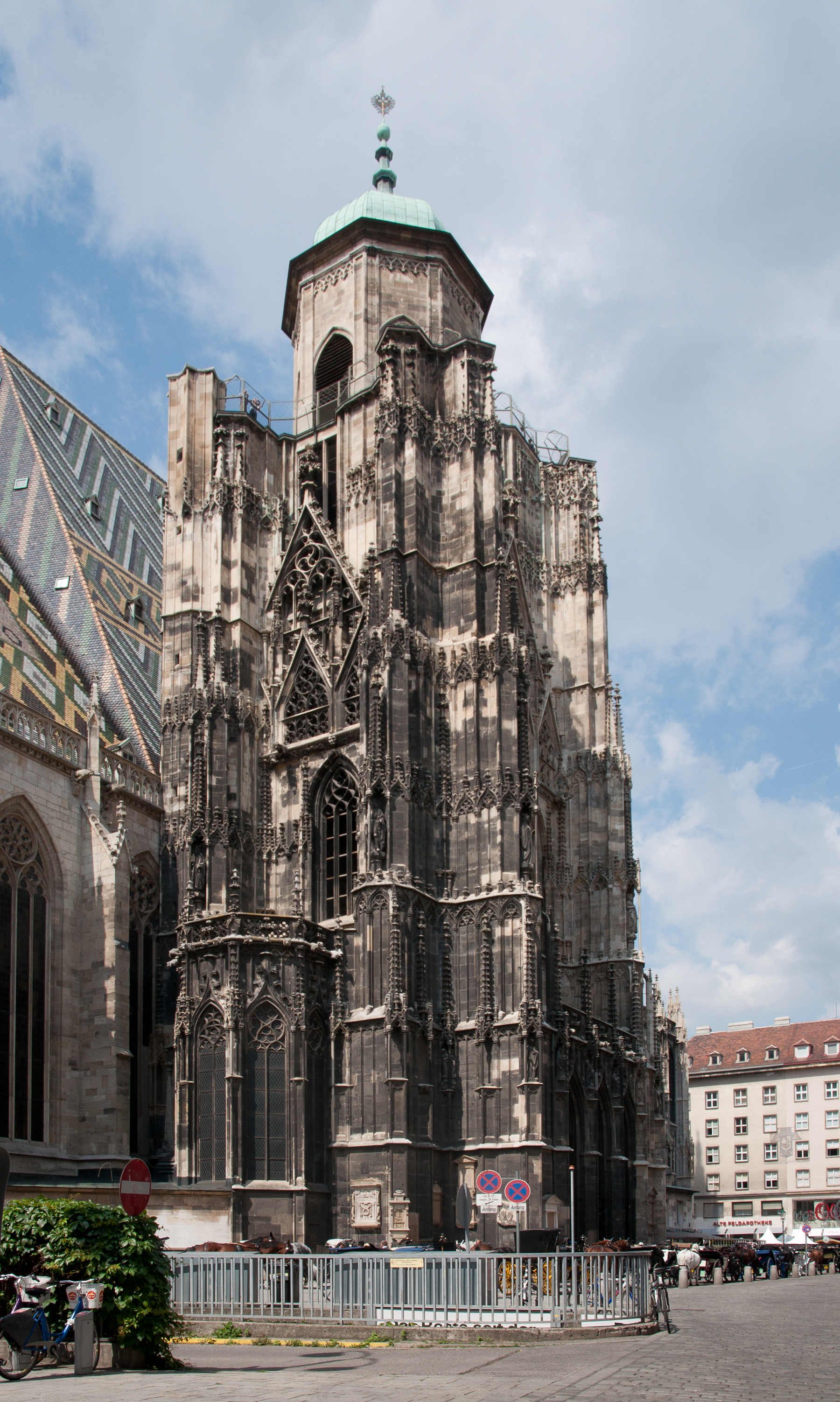
Der von Spenning entworfene unvollendete Nordturm des Wiener Stephansdomes

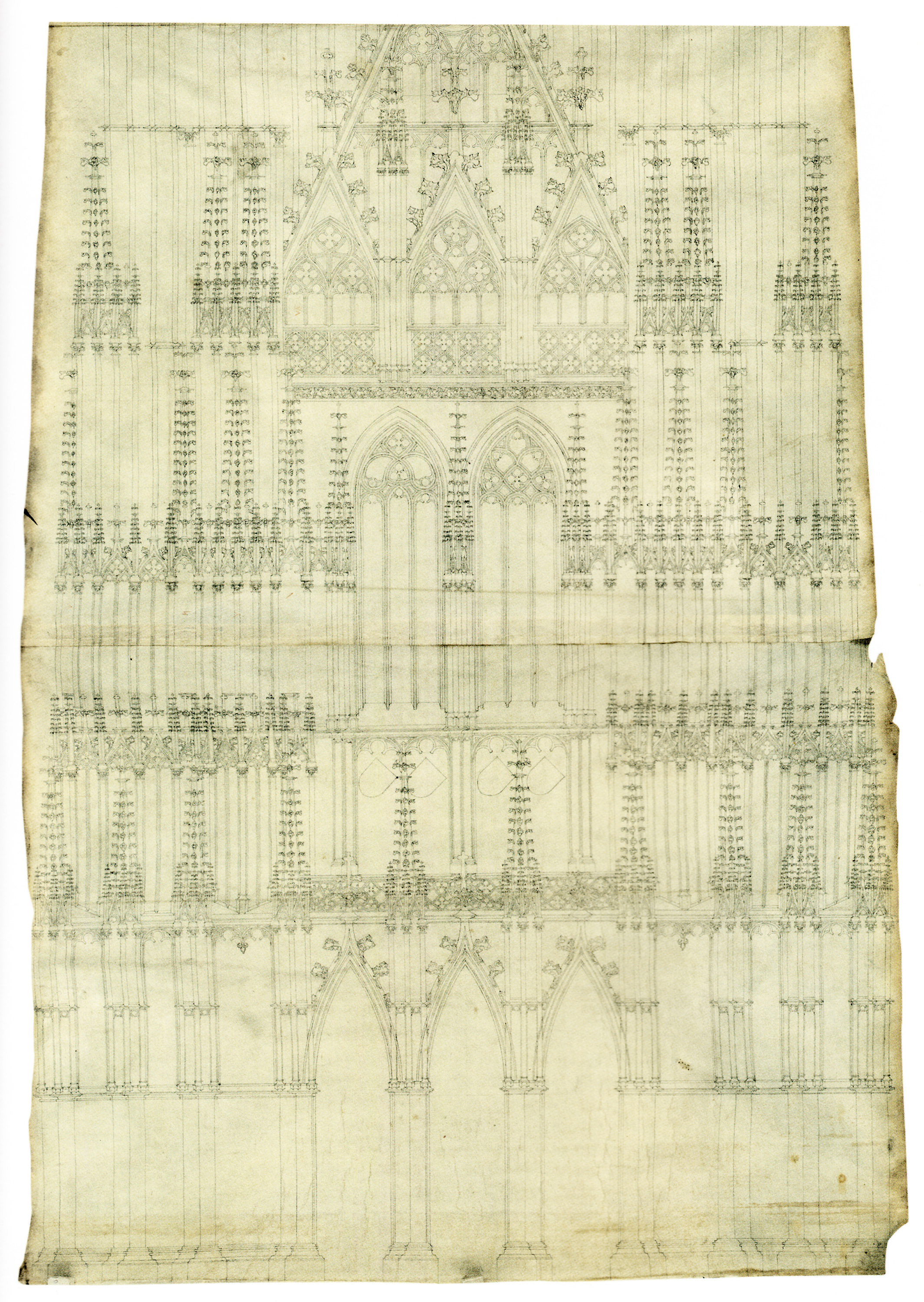
Spennings Plan des Nordturms (Ausschnitt)

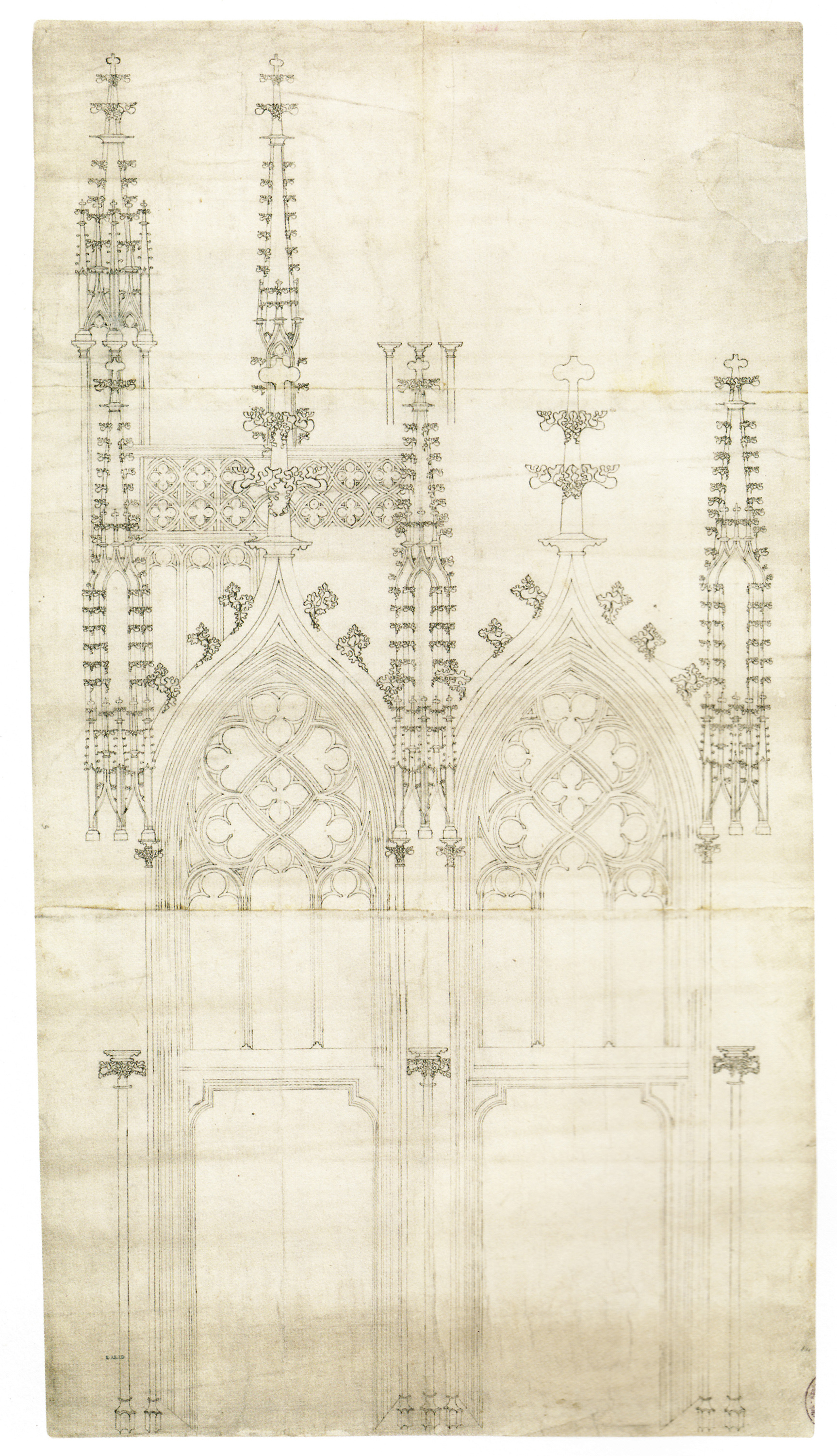
Aufrisszeichnung der Singertorvorhalle

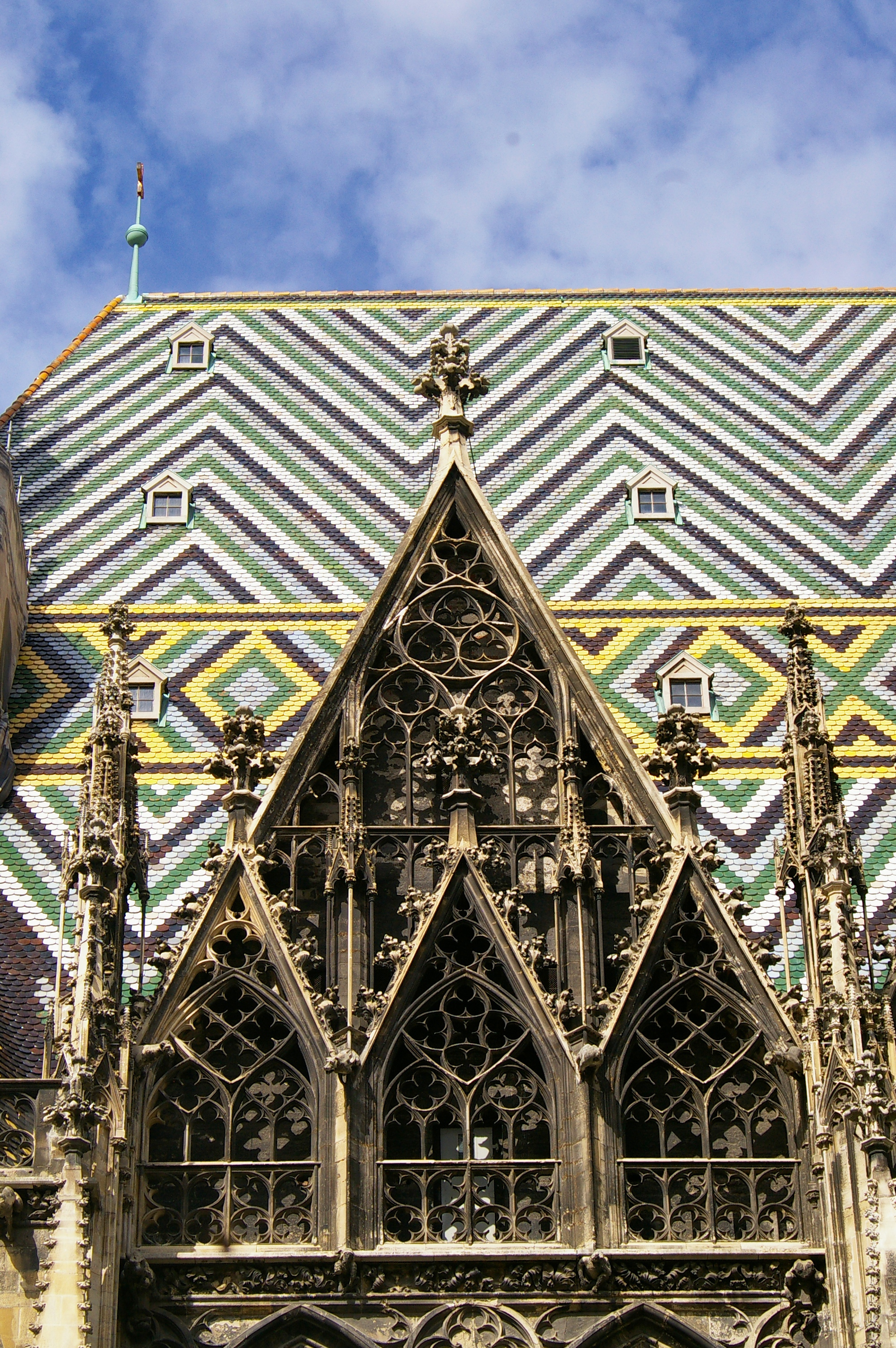
Der Friedrichsgiebel des Stephansdomes (1470)

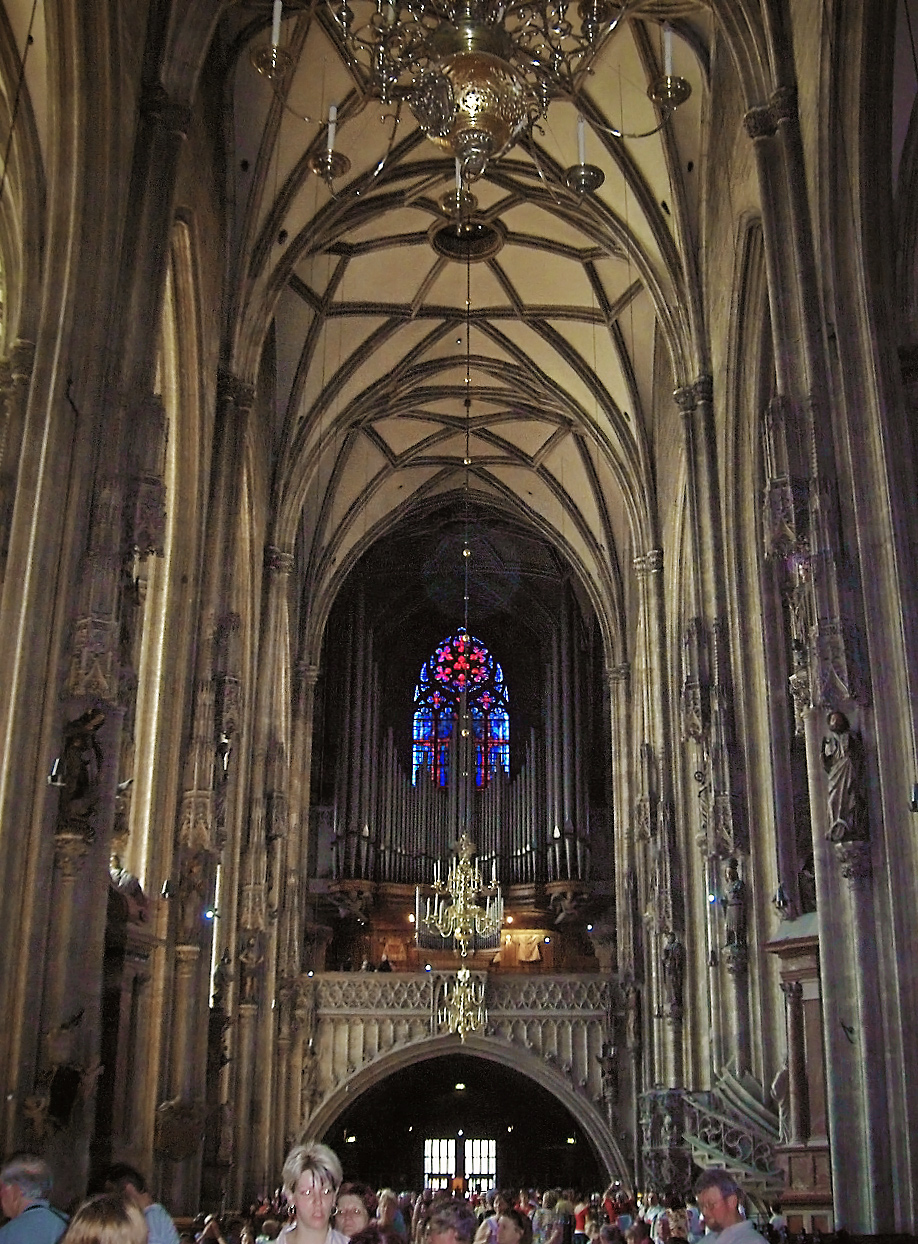
Blick in das von Spenning errichtete Langhausgewölbe des Stephansdomes (1474)

Laurenz Spenning (* um 1400/1410 in Dresden; † 7. August 1477 in Wien) war ein Baumeister der Gotik und zwischen 1454 und 1477 Vorsteher der Bauhütte des Wiener Stephansdomes. Seine grundlegende Bedeutung für die Architekturentwicklung des 15. Jahrhunderts wurde erst vor kurzem entdeckt.

## Tätigkeit
Spenning war in seiner Frühzeit vermutlich in Dresden tätig, wo der 1437 begonnene Chor der spätgotischen Kreuzkirche Ähnlichkeiten mit seiner Formensprache zeigte. Vermutlich hat er auch in Straßburg, Ulm und Regensburg an den dortigen kirchlichen Großprojekten mitgearbeitet und hier einen wesentlichen Teil seiner architektonischen Prägung erhalten.
1446 wurde Spenning aus Melk, wo er am spätgotischen Neubau der Stiftskirche beschäftigt war, als Parlier unter Hans Puchsbaum an den Wiener Stephansdom berufen. 1452 hatte er in Wien zusammen mit Puchsbaum das 1446 zerstörte Denkmal der Spinnerin am Kreuz neuerrichtet, bevor er 1454 selber die Leitung dieser überregional einflussreichen Bauhütte übernahm. In den Jahren 1455 und 1456 erhielt Spenning den Auftrag zur Errichtung eines Prangers auf dem Hohen Markt.
1459 war Laurenz Spenning, zusammen mit dem Straßburger Münsterbaumeister Jodok Dotzinger, an führender Stelle auf der überregionalen Tagung des deutschsprachigen Steinmetzhandwerkes, dem Regensburger Hüttentag, für die Reorganisation der Berufssatzung verantwortlich. Hier wird erstmals die Autorenschaft des entwerfenden Architekten betont und auf die zunehmende Individualität und künstlerische Autonomie der Bauentwürfe reagiert. Der Wiener Dombauhütte wurde bei dieser Gelegenheit eine exemte Stellung innerhalb des von Straßburg geleiteten Hüttenverbandes zugesichert und Spenning als im Land zu Lambach Steyren Burckhawssen Vungarn vnd die Thunau abhin als öbrister Maister anerkannt. In dieser Zeit wurde Spenning auch als Gutachter für den Bau des Ulmer Münsterturms hinzugezogen, wo er um 1460 einen Entwurf für die Fertigstellung des Turmunterbaus erstellte.
Am Wiener Stephansdom zeichnete Spenning im Einzelnen für den Sakristeianbau mit der Schatzkapelle (1458/59), die Westempore (1465), zwei Altarbaldachine (1466), den Friedrichsgiebel und die Singertorhalle (1470) sowie die Wölbung des Langhauses (1474) verantwortlich. Von ihm stammte auch der Entwurf zu dem 1467 begonnenen Nordturm, für den er zwei Alternativprojekte – eines als zeitgemäße Überarbeitung des bestehenden Südturms und ein zweites mit eigenwilligem Helmaufbau – ausarbeitete. Zum Zeitpunkt seines Todes 1477 war dessen Untergeschoß mit Vorhalle und Katharinenkapelle fertiggestellt. An der unmittelbar südlich des Stephansdomes gelegenen Virgilkapelle erbaute er um 1475 eine spätgotische Vorhalle.
Zu weiteren Werken Spennings gehören 1455 ein Entwurf für einen spätgotischen Rathausneubau in Wien (Maister Laurentzen pawmaister zu sant Steffan von wegen der visirung zum newn Rathaus) mit einer aufwendigen Maßwerkfassade und einem zierlichen Turmaufbau, sowie eine zugehörige Ratskapelle. Bei dem Umbau der Kartause Gaming zog er 1457 zur Verbesserung der Akustik ein zweites Gewölbe zwei Klafter unterhalb des bestehenden ein. In dem von Hans Puchsbaum errichteten Chor der Stadtpfarrkirche Steyr, in der Stadtpfarrkirche von Ybbs an der Donau sowie im Martinsdom von Pressburg/Bratislava, für dessen Bau er auch gutachterlich tätig war, übernahm er jeweils die Einwölbung. Sein östlichstes Bauwerk war die Zápolyakapelle an der Stiftskirche von Donnersmark (Slowakei). Spenning zugeschrieben wird auch, aufgrund der stilistischen Verwandtschaft mit Donnersmark, der Entwurf der 1474 geweihten Kirche des Wiener Dorotheerklosters. An der Frauenbergkirche in Krems an der Donau zeigt vor allem der Chorbau die eindeutige Handschrift Spennings. Viele dieser Aktivitäten wurden früher seinem nur acht Jahre tätigen Amtsvorgänger Hans Puchsbaum zugeschrieben, nach dessen bereits vorhandenen Plänen Spenning in der Folgezeit gearbeitet habe, doch ergab die Analyse der Wasserzeichen auf den betreffenden Baurissen im Karlsruher Forschungsprojekt Gotische Baurisse deren eindeutige Datierung in Spennings Amtszeit als Dombaumeister.
1470 ließ Spenning ein neues Gebäude für die Wiener Dombauhütte errichten, das erweiterten Raum auch für die Ausbildung der Werkmeister und vermutlich auch für die Archivierung eines umfangreichen Bestandes an Architekturzeichnungen bereitstellte. Ein großer Teil der damals entstandenen, gesammelten und sorgsam aufbewahrten Gotischen Baurisse ist noch heute in Wien erhalten.
Spenning hatte zusammen mit seiner Frau Kathrei eine Tochter Anna. Sein Nachfolger als Dombaumeister von St. Stephan wurde 1477 sein bisheriger Parlier und Schwiegersohn Simon Achleitner († 1488), der zunächst noch den Turmbau an St. Stephan weiterführte, bevor dieser dann zu Beginn des 16. Jahrhunderts endgültig eingestellt wurde. Spennings Grab befand sich im Mittelschiff des Stephansdoms.

## Würdigung
Laurenz Spenning kann als der eigentliche Vollender des Wiener Stephansdomes gelten, unter dem dieser im Wesentlichen seine heutige Gestalt erhielt. Darüber hinaus war er als Architekt überregional an zahlreichen Kirchenbauten tätig. Charakteristisch für den Architekturstil Spennings ist eine bewusst retrospektive Grundhaltung in der Bevorzugung einer hochgotischen Formensprache unter weitgehendem Verzicht auf die in der Spätgotik vorherrschende Fischblase im Maßwerk, während er in den Einwölbungen, so vor allem im Wiener Stephansdom, zu sehr fortgeschrittenen Lösungen gelangte.
Nachdem der gesamte hinterlassene Zeichnungsbestand Spennings 1841 in den Besitz der Akademie der bildenden Künste Wien gelangt war, vermochte sein Werk einen nachhaltigen Einfluss auf die Entwicklung der Wiener Neugotik Friedrich von Schmidts und seiner Schüler auszuüben.

## Nachweise
1. ↑  Johann Josef Böker: Laurenz Spenning und die Entwicklung des Architektenberufs im späten Mittelalter. In: Stefan Bürger, Bruno Klein (Hrsg.): Werkmeister der Spätgotik. Personen, Amt und Image. Wissenschaftliche Buchgesellschaft, Darmstadt 2010, S. 162–170.
2. ↑  Richard Perger: Die Baumeister des Wiener Stephansdomes im Spätmittelalter. In: Wiener Jahrbuch für Kunstgeschichte, 23, 1970, S. 97f.
3. ↑  Friedrich Dahm, Manfred Koller: Die Wiener Spinnerin am Kreuz. Wien 1991.
4. ↑  Richard Perger: Der Hohe Markt (= Wiener Geschichtsbücher. Band 3). Paul Zsolnay, Wien 1970, S. 36.
5. ↑  Johann Josef Böker u. a.: Architektur der Gotik. Ulm und Donauraum. Müry & Salzmann, Salzburg 2011, Nr. 7.
6. ↑  Johann Josef Böker: Der Wiener Stephansdom. Architektur als Sinnbild für das Haus Österreich. Anton Pustet, Salzburg 2007, hier S. 252–294.
7. ↑  Richard Perger: Die Baumeister des Wiener Stephansdomes im Spätmittelalter. In: Wiener Jahrbuch für Kunstgeschichte 23, 1970, S. 97.
8. ↑  Walther Brauneis: Die baugeschichtliche Entwicklung des Alten Rathauses im Mittelalter. In: Wiener Geschichtsblätter 27, 1972, S. 457–465.
9. ↑  Johann Josef Böker: Der spätgotische Umbau der Klosterkirche der Kartause Gaming. In: Österreichische Zeitschrift für Kunst und Denkmalpflege, LX (2005), S. 223–234.
10. ↑  Johann Josef Böker: Der Chor der Stadtpfarrkirche von Steyr und seine Baumeister. In: Österreichische Zeitschrift für Kunst und Denkmalpflege, LVII (2003), S. 213–232.
11. ↑  Fritz Eheim: Die Wiener Dombauhütte und die Stadtpfarrkirche von Ybbs. In: Unsere Heimat. Zeitschrift des Vereines für Landeskunde von Niederösterreich und Wien, XLIII (1972), S. 169–172.
12. ↑  Richard Perger und Walther Brauneis: Die mittelalterlichen Kirchen und Klöster Wiens. (Wiener Geschichtsbücher, Bd. 19/20). Paul Zsolnay, Wien 1977, S. 169–176.
13. ↑  Bruno Grimschitz: Hanns Puchsbaum. Wien 1947.
14. ↑  Johann Josef Böker: Architektur der Gotik. Bestandskatalog der weltgrößten Sammlung an gotischen Baurissen (Legat Franz Jäger) im Kupferstichkabinett der Akademie der bildenden Künste Wien; mit einem Anhang über die mittelalterlichen Bauzeichnungen im Wien Museum Karlsplatz. Anton Pustet, Salzburg 2005.
15. ↑  Renate Kohn: Wiener Inschriftensammler vom 17. bis zum beginnenden 19. Jahrhundert (= Forschungen und Beiträge zur Wiener Stadtgeschichte. Band 32). Franz Deuticke, Wien 1997, S. 130, Nr. 482.

| Vorgänger      | Amt                            | Nachfolger       |
| -------------- | ------------------------------ | ---------------- |
| Hans Puchsbaum | Wiener Dombaumeister 1445–1477 | Simon Achleitner |

| Personendaten    | Personendaten        |
| ---------------- | -------------------- |
| NAME             | Spenning, Laurenz    |
| KURZBESCHREIBUNG | Baumeister der Gotik |
| GEBURTSDATUM     | um 1400              |
| STERBEDATUM      | 7. August 1477       |
| STERBEORT        | Wien                 |